# Yamato Fukasawa
Yamato Fukasawa (16 ottobre 2000) è un nuotatore giapponese, specializzato nella rana.

## Biografia
Nel 2023 ottiene due medaglie di bronzo alle Universiadi, mentre l'anno successivo arriva sul terzo gradino del podio nei 200 metri rana ai mondiali in vasca corta di Budapest.

## Palmarès
- Mondiali in vasca corta

Budapest 2024: bronzo nei 200m rana.
- Universiadi

Chengdu 2023: bronzo nei 200m rana e nella 4x100m misti.